# Io e Red
Io e Red è il primo album solista realizzato da Red Canzian, pubblicato nel 1986 dalla CGD.
Il titolo prende spunto dal lavoro di Delia Gualtiero (che l'interprete ha sposato quello stesso anno), album prodotto dallo stesso Canzian che si intitolava semplicemente Io.
I cori di Domandalo al cuore sono dei Piccoli Cantori di Milano.

## Tracce
1. D'Artagnan (Red Canzian-Paolo Conte) – 3'57”
2. Capita a volte che poi ci si trovi soli (Red Canzian-Enrico Ruggeri) – 4'39”
3. Tu no (con Loredana Bertè) (Red Canzian-Valerio Negrini) – 4'11”
4. Con gli occhi chiusi (Marco Tansini-Red Canzian) – 4'46”
5. Domandalo al cuore (Red Canzian-Roberto Vecchioni) – 4'12”
6. Canzoni per mestiere (Red Canzian-Stefano D'Orazio) – 4'30”
7. Una stagione di un giorno (Red Canzian-Valerio Negrini) – 4'46”
8. Sogno messicano (Red Canzian-Miki Porru) – 3'46”
9. Noi quelli veri (con Delia Gualtiero) (Red Canzian-Valerio Negrini) – 4'38”
10. Frontiere (Red Canzian-Valerio Negrini) – 5'17”

## Formazione
- Red Canzian – voce, cori, basso, violoncello
- Beppe Gemelli – batteria
- Renato Cantele – basso
- Marco Tansini – tastiera, cori, chitarra elettrica
- Lele Melotti – batteria
- Dodi Battaglia – chitarra acustica, chitarra elettrica
- Mauro Spina – batteria
- Mitchel Forman – tastiera, pianoforte
- Stefano D'Orazio – batteria
- Roby Facchinetti – pianoforte
- Nunzio Favia – batteria, batteria elettronica
- Demo Morselli – tromba, flicorno
- Bill Evans  – tastiera, sassofono soprano
- Delia Gualtiero, Betty Vittori, I Piccoli Cantori di Milano – cori